# Ernest Ange Duez
Ernest Ange Duez, född den 7 mars 1843 i Paris, död den 4 april 1896 i Bougival vid Saint-Germain, var en fransk målare.
Duez var elev av Pils och uppträdde 1868 med Mater Dolorosa. Sedermera följde Saint Cuthbert, triptyk (1879, i Luxembourgmuseet), Den helige Frans av Assisi (1884), Vergilius söker inspiration i skogarna (1888, väggdekoration i Sorbonne, Paris) och flera porträtt. Duez egentliga områden blev sedan skildringar av det eleganta badortslivet vid havskusten (Vid stranden, Frukost på terrassen i Villerville) och landskap, vilkas stämning han gav en koloristiskt praktfull och ibland ganska storslagen tolkning.

## Fotnoter
1. ↑  Ange Ernest Duez, Léonoredatabasen (på franska), Frankrikes kulturministerium, Léonore-ID: LH//830/7, läs online.[källa från Wikidata]
2. 1 2  GeneaStar, GeneaStar person-ID: duezange.[källa från Wikidata]
3. 1 2 3 4  abART, abART person-ID: 119428, läst: 1 april 2021.[källa från Wikidata]
4. ↑  RKDartists, RKDartists-ID: 24591, läst: 8 juni 2020.[källa från Wikidata]
5. ↑  Delnich more. (på engelska), läs online, läst: 7 september 2021.[källa från Wikidata]